# Botryosphaeria corticis
Botryosphaeria corticis är en svampart som först beskrevs av Demaree & Wilcox, och fick sitt nu gällande namn av Arx & E. Müll. 1954. Botryosphaeria corticis ingår i släktet Botryosphaeria och familjen Botryosphaeriaceae.   Inga underarter finns listade i Catalogue of Life.